# Meet Bill
Pour les articles homonymes, voir Bill.
Pour plus de détails, voir Fiche technique et Distribution.
Meet Bill est un film américain réalisé par Bernie Goldmann et Melisa Wallack, présenté en avant-première au Festival de Toronto en 2007 et sorti en salles en 2008.

## Synopsis
Bill a tout pour être heureux, entre sa séduisante épouse, Jessica, une place dans la banque du père de cette dernière et de sa maison fournie par son beau-père pour mener une vie confortable. Mais cet homme d'âge moyen en surpoids est mécontent de sa vie, où sa belle-famille, dont son beau-frère ne le prennent pas au sérieux, et de son emploi avec peu de responsabilité. Mais son existence routinière va être chamboulée lorsqu'il découvre que Jessica le trompe avec Chip Johnson, un journaliste télé local assez imbu de sa personne. Sa vie prend alors un tournant, allant jusqu'à parrainer un adolescent courageux et facile à vivre dans le cadre d'un programme de mentorat scolaire. Le jeune lycéen va aider Bill à lui faire découvrir de nombreuses perspectives afin de reconquérir Jessica.

## Fiche technique
- Titre : Meet Bill
- Réalisation : Bernie Goldmann et Melisa Wallack
- Scénario : Melisa Wallack
- Directeur de la photographie : Peter Lyons Collister (en)
- Montage : Greg Hayden (de) et Nick Moore (en)
- Distribution des rôles : Avy Kaufman
- Direction artistique : Jack Thomas
- Décors : Bruce Curtis
  - Décorateur de plateau : Joaquin A. Morin
- Costumes : Marian Ceo et Joslyn Lawrence
- Musique : Ed Shearmur
- Producteurs : John Penotti, Fisher Stevens et Matthew H. Rowland
  - Producteurs exécutifs : Aaron Eckhart et Tim Williams
  - Coproducteurs exécutifs : Brian Collins, Michael Garfinkle, Aram Moezinia, Christopher Pia et Michael C. Young
- Sociétés de production : GreeneStreet Films et Eclipse Catering
- Distribution :  First Look International (en) •  Metropolitan Video
- Format : Couleur — 35 mm et cinéma numérique — 1.85:1 — Son Dolby Digital
- Pays :  États-Unis
- Budget : 5 millions de $[1]
- Langues : anglais, espagnol
- Genre : Comédie
- Durée : 93 minutes
- Dates de sortie :
  - États-Unis : 4 avril 2008 (sortie limitée)
  - France : 29 juin 2012 (sortie DVD)
- Classification :   (Restricted)[n 2];  Tous publics

## Distribution

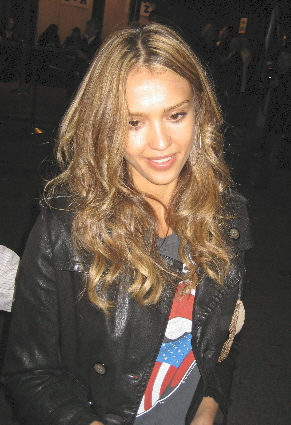
L'actrice Jessica Alba à la première du film au TIFF 2007.

- Aaron Eckhart (VF : Philippe Vincent) : Bill Anderson
- Elizabeth Banks (VF : Marie-Eugénie Maréchal) : Jessica Anderson
- Logan Lerman (VF : Juan Llorca) : The Kid
- Jessica Alba (VF : Sylvie Jacob) : Lucy
- Timothy Olyphant (VF : Jean-Pierre Michaël) : Chip Johnson
- Craig Bierko (VF : Maurice Decoster) : Sargeant (non crédité)
- Reed Diamond (VF : Bertrand Liebert) : Paul
- Holmes Osborne (VF : Hervé Jolly) : M. Jacoby
- Kristen Wiig (VF : Barbara Beretta) : Jane Whitman
- Jason Sudeikis (VF : Stéphane Pouplard) : Jim Whitman
- Todd Louiso (VF : Jérôme Keen) : John Jr.
- Marisa Coughlan : Laura
- Ana Mackenzie : Sarah Sheldon
- Andy Zou : Donald Choo
- Conor O'Farrell (VF : Julien Thomast) : le principal du lycée

Source et légende : Version française (VF) sur RS Doublage et doublage DVD zone 2

## Production
Le tournage de Meet Bill s'est déroulé à Saint-Louis, au Missouri du 11 juin au 20 juillet 2006.

## Bande originale
- What Else Is There? de Röyksopp

## Présentation du film
Le long-métrage fut présenté au Festival International du film de Toronto le 8 septembre 2007 et au St. Louis International Film Festival (en), le 15 novembre 2007.

## Réception

### Accueil critique
Meet Bill a rencontré un accueil critique négatif, obtenant 21 % d'avis favorables sur Rotten Tomatoes, basé sur dix-neuf commentaires collectés et une note moyenne de 3.8⁄10 et un score de 30⁄100, basé sur trente commentaires collectés.

### Box-office
Le film, diffusé dans 36 salles aux États-Unis, a engrangé 62,597 $ de recettes sur le territoire américain et 346,592 $ de recettes au box-office mondial.